# Waldemar Pawlak
Waldemar Pawlakⓘ (ur. 5 września 1959 w Modelu) – polski polityk i rolnik, prezes Rady Ministrów w 1992 oraz w latach 1993–1995.

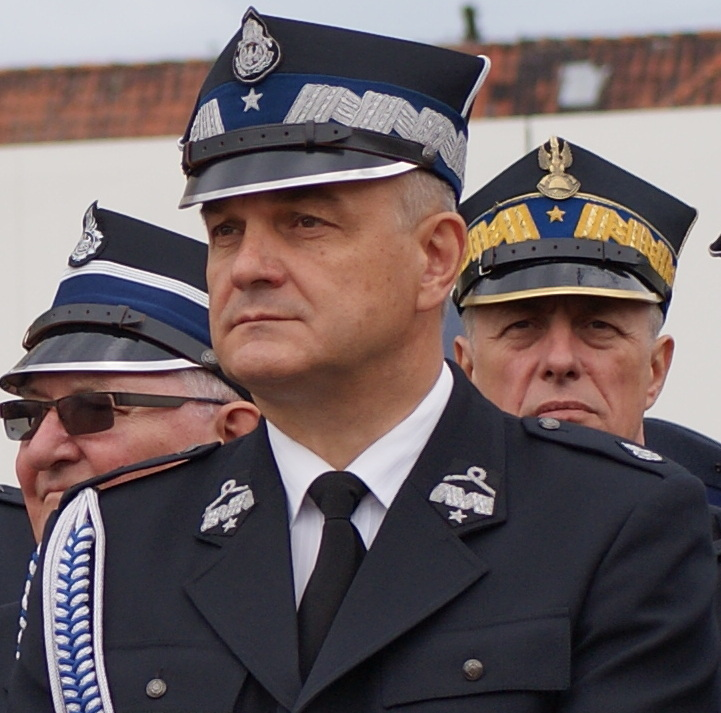
Waldemar Pawlak, prezes Zarządu Głównego Związku Ochotniczych Straży Pożarnych RP, podczas ogólnopolskich obchodów Dnia Strażaka w Olsztynie, 16 maja 2015

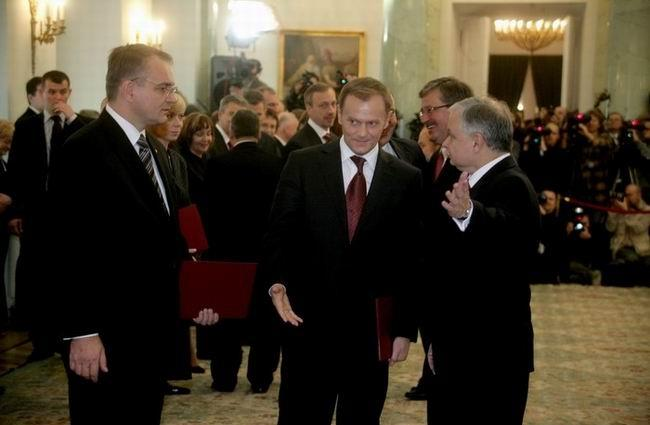
Wicepremier Waldemar Pawlak z premierem Donaldem Tuskiem i prezydentem Lechem Kaczyńskim, Warszawa, 16 listopada 2007

Działacz Polskiego Stronnictwa Ludowego, prezes tej partii w latach 1991–1997 i 2005–2012. Poseł na Sejm X, I, II, III, IV, V, VI i VII kadencji (1989–2015), senator XI kadencji (od 2023), w latach 2007–2012 wicepremier i minister gospodarki w pierwszym i drugim rządzie Donalda Tuska. 
Kandydat na urząd prezydenta RP w 1995 i w 2010, od 1992 prezes Zarządu Głównego Związku Ochotniczych Straży Pożarnych.

## Życiorys

### Wykształcenie i praca zawodowa
Laureat V Olimpiady Wiedzy Technicznej z 1978. Absolwent szkoły podstawowej w Pacynie oraz Technikum Samochodowego w Płocku, a także Wydziału Samochodów i Maszyn Roboczych Politechniki Warszawskiej z 1984. W grudniu 1981 uczestniczył w strajkach na tej uczelni. W 1984 zajął się prowadzeniem kilkunastohektarowego gospodarstwa rolnego we wsi Kamionka. W latach 80. pracował także jako nauczyciel informatyki w Pacynie. Na Akademii Ekonomicznej w Poznaniu w latach 2014–2015 przygotowywał rozprawę doktorską pt. Wykorzystanie sieci neuronowych i algorytmów genetycznych do prognozowania trendów gospodarczych, której jednak nie ukończył.
W latach 2001–2005 był prezesem zarządu Warszawskiej Giełdy Towarowej. Jest jednym z założycieli Fundacji Rozwoju Samorządowych Funduszy Pożyczkowych. Od 2013 prowadził własną działalność gospodarczą w zakresie doradztwa i usług rolniczych. Był także pierwszym prezesem zarządu Krajowego Samorządowego Funduszu Pożyczkowego Karbona – Polska Grupa Spółdzielni Pożyczkowych – Spółdzielnia Osób Prawnych. Od 2016 do 2018 był członkiem rady nadzorczej Portu Lotniczego Lublin. W styczniu 2018 został prezesem zarządu spółki akcyjnej Polskie Młyny, a w lipcu 2023 przewodniczącym rady nadzorczej tamże.

### Działalność polityczna i społeczna
Karierę polityczną rozpoczął, wstępując w 1985 do Zjednoczonego Stronnictwa Ludowego. Z ramienia tej partii został wybrany na posła w wyborach parlamentarnych w 1989. Po rozwiązaniu ZSL został członkiem PSL „Odrodzenie”. W siedmiu kolejnych wyborach do Sejmu (1991, 1993, 1997, 2001, 2005, 2007 i 2011) skutecznie ubiegał się o reelekcję.
Od 1990 należy do połączonego Polskiego Stronnictwa Ludowego (od 29 czerwca 1991 do 11 października 1997 był prezesem Naczelnego Komitetu Wykonawczego partii). W kwietniu 1992 został wybrany na prezesa Zarządu Głównego Związku Ochotniczych Straży Pożarnych RP.
5 czerwca 1992 został desygnowany przez prezydenta Lecha Wałęsę i powołany przez Sejm na stanowisko prezesa Rady Ministrów, będąc najmłodszą osobą na tym stanowisku w historii III RP. 10 lipca 1992 misja stworzenia koalicji chrześcijańsko-ludowo-liberalnej zakończyła się niepowodzeniem.
Ponownie został premierem po wyborach parlamentarnych w 1993 i stworzeniu rządu koalicyjnego SLD-PSL. 1 marca 1995 jego rząd został odwołany na skutek konstruktywnego wotum nieufności, w którym koalicja SLD i PSL wskazała jako kandydata premiera Józefa Oleksego. Z okresem jego rządów wiązała się sprawa trójkąta Buchacza.
W 1995 kandydował na urząd prezydenta RP (gdy z kandydowania zrezygnował marszałek Sejmu Józef Zych). W pierwszej turze wyborów uzyskał 4,31% poparcia (5. miejsce, 770 417 głosów).
15 czerwca 2004 objął stanowisko przewodniczącego klubu parlamentarnego PSL, a 29 stycznia 2005 został ponownie wybrany na prezesa partii. 16 listopada 2007, po przedterminowych wyborach parlamentarnych i zawiązaniu przez PSL koalicji PO-PSL, objął urzędy ministra gospodarki i wiceprezesa Rady Ministrów w pierwszym rządzie Donalda Tuska. 11 kwietnia 2010 został wiceprzewodniczącym Międzyresortowego Zespołu do spraw koordynacji działań podejmowanych w związku z tragicznym wypadkiem lotniczym pod Smoleńskiem, powołanego przez premiera Donalda Tuska po katastrofie polskiego Tu-154 w Smoleńsku.
21 kwietnia 2010 zadeklarował start w przedterminowych wyborach prezydenckich z ramienia PSL. 6 maja 2010 został zarejestrowany jako kandydat przez Państwową Komisję Wyborczą. W pierwszej turze uzyskał 294 273 głosy (1,75%), zajmując 5. miejsce spośród 10 kandydatów. 20 maja 2010 został powołany przez tymczasowo wykonującego obowiązki prezydenta Bronisława Komorowskiego w skład Rady Bezpieczeństwa Narodowego, z której został odwołany 11 grudnia 2012. W 2011 został przewodniczącym honorowego komitetu ds. obchodów jubileuszu 80 lat „Zielonego Sztandaru”.
Po wyborach parlamentarnych w 2011, w których uzyskał w okręgu płockim 24 491 głosów, zachował stanowiska wicepremiera i ministra gospodarki w drugim rządzie Donalda Tuska. 17 listopada 2012 podczas XI kongresu PSL w Pruszkowie bez powodzenia ubiegał się o ponowny wybór na prezesa PSL. W głosowaniu otrzymał 530 głosów, przegrywając z Januszem Piechocińskim, na którego zagłosowało 547 delegatów. Dwa dni później ogłosił podanie się do dymisji (przyjętej następnie przez premiera Donalda Tuska) z funkcji wicepremiera i ministra gospodarki. Odwołany został 27 listopada.
W wyborach w 2015 i 2019 kandydował z ramienia PSL (z poparciem m.in. PO) do Senatu, przegrywając w głosowaniu z Markiem Martynowskim z PiS w okręgu płockim. 4 grudnia 2021 na kongresie PSL został wybrany na przewodniczącego Rady Naczelnej tej partii. W wyborach w 2023 ponownie kandydował do izby wyższej polskiego parlamentu w tym samym okręgu (z listy Trzeciej Drogi w ramach paktu senackiego). Otrzymał 113 143 głosów, pokonując tym razem Marka Martynowskiego i uzyskując mandat senatora XI kadencji. W wyższej izbie parlamentu objął funkcję przewodniczącego klubu senackiego TD.

## Życie prywatne
Syn Józefa i Marianny. Był żonaty z Elżbietą, ma troje dzieci.
Zajął się nowymi technologiami, w tym wolnym oprogramowaniem. Brał udział w uruchomieniu systemu transakcyjnego Warszawskiej Giełdy Towarowej na bazie otwartego oprogramowania.

## Odznaczenia i wyróżnienia
- Krzyż Wielki Komandorski Orderu „Za Zasługi dla Litwy” – Litwa, 2009[34]
- Komandor Orderu Świętego Karola – Monako, 2012[35]
- Krzyż Wielki Orderu Zasługi – Norwegia, 2012[36]
- Krzyż Wielki Orderu Zasługi – Portugalia, 2008[37][38]
- Złota Honorowa Odznaka Krajowej Izby Gospodarczej – 2009[39]

## Odniesienia w kulturze
Stał się bohaterem piosenki zespołu Kult pt. „Panie Waldku, Pan się nie boi czyli lewy czerwcowy”.

## Wyniki wyborcze
| Wybory | Komitet wyborczy  | Komitet wyborczy                                                       | Organ             | Okręg             | Wynik            |
| ------ | ----------------- | ---------------------------------------------------------------------- | ----------------- | ----------------- | ---------------- |
| 1989   |                   | Zjednoczone Stronnictwo Ludowe                                         | Sejm X kadencji   | nr 76             | 13 767 (16,49%)  |
| 1989   | 20 208 (56,01%)   | Zjednoczone Stronnictwo Ludowe                                         | Sejm X kadencji   | nr 76             |                  |
| 1991   |                   | Polskie Stronnictwo Ludowe Sojusz Programowy                           | Sejm I kadencji   | nr 3              | 31 324 (14,03%)  |
| 1993   |                   | Polskie Stronnictwo Ludowe                                             | Sejm II kadencji  | nr 34             | 77 811 (40,60%)  |
| 1995   |                   | Ogólnopolski KW Waldemara Pawlaka                                      | Prezydent RP      | Prezydent RP      | 770 419 (4,31%)  |
| 1997   |                   | Polskie Stronnictwo Ludowe                                             | Sejm III kadencji | nr 34             | 24 702 (16,23%)  |
| 2001   | Sejm IV kadencji  | Polskie Stronnictwo Ludowe                                             | nr 16             | 17 279 (6,65%)    |                  |
| 2005   | Sejm V kadencji   | Polskie Stronnictwo Ludowe                                             | nr 16             | 13 202 (5,74%)    |                  |
| 2007   | Sejm VI kadencji  | Polskie Stronnictwo Ludowe                                             | nr 16             | 24 638 (8,03%)    |                  |
| 2010   |                   | KW Kandydata na Prezydenta Rzeczypospolitej Polskiej Waldemara Pawlaka | Prezydent RP      | Prezydent RP      | 294 273 (1,75%)  |
| 2011   |                   | Polskie Stronnictwo Ludowe                                             | Sejm VII kadencji | nr 16             | 24 491 (8,86%)   |
| 2015   | Senat IX kadencji | Polskie Stronnictwo Ludowe                                             | nr 38             | 63 301 (34,19%)   |                  |
| 2019   | Senat X kadencji  | Polskie Stronnictwo Ludowe                                             | nr 38             | 105 141 (47,59%)  |                  |
| 2023   |                   | Trzecia Droga                                                          | nr 38             | Senat XI kadencji | 113 143 (42,37%) |